# 桓法嗣
桓法嗣（?—?），润州曲阿县（今江苏省丹阳市）人，隋朝末年唐朝初年政治人物。桓彥範的祖父。
桓法嗣是桓伊的八世孙，在隋朝末年于东都洛阳出家为道士。桓法嗣自称能解图谶，将《孔子闭房记》一书献给王世充。画作丈夫拿着一条竿子驱赶羊。解释：“隋朝是杨姓。干一是王字。王居羊后，王世充相国应取代隋作天子。”又取《庄子人间世》、《德充符》二篇进上，桓法嗣解释：“上篇言'世'，下篇言'充'，此即相国之名，说明相国当德被人间，应符命为天子。”王世充欣喜异常，说：“这是天命。”再拜而接受，任命桓法嗣为谏议大夫。桓法嗣在唐朝官至郇王府諮議參軍、雍王府谘议参军、弘文馆学士。其子少府丞桓思敏，桓思敏之子就是神龙政变五王之一的桓彥範。